# Nicholas Hamilton (futbolista)
Nicholas Hamilton (Kingston, 16 de marzo de 1996) es un futbolista jamaicano que juega en la demarcación de extremo para el Harbour View FC de la Liga Premier Nacional de Jamaica.

## Selección nacional
Hizo su debut con la selección de fútbol de Jamaica en un partido amistoso contra Catar que finalizó con un resultado de empate a uno tras un gol de Khalid Muneer para Catar, y de Jourdaine Fletcher para Jamaica.

## Clubes
| Club            | País    | Año       | Partidos | Goles |
| --------------- | ------- | --------- | -------- | ----- |
| Cavalier SC     | Jamaica | 2014-2020 | 113      | 21    |
| Dundee FC       | Escocia | 2020      | 1        | 0     |
| York United FC  | Canadá  | 2020-2021 | 16       | 0     |
| Harbour View FC | Jamaica | 2022-     | 34       | 9     |